# القوات البحرية لجمهورية الصين
بحرية جمهورية الصين أو (البحرية التايوانية) ، هي الفرع البحري للقوات المسلحة لجمهورية الصين.  
كان يطلق عليها سابقًا اسم البحرية الصينية خلال الحرب العالمية الثانية وقبل انسحاب الكومنتانج من البر الرئيسي.  على الرغم من أنه لا يزال يُستخدم أحيانًا بشكل خاص في الدوائر المحلية ، إلا أنه لا يتم استخدامه حاليًا على المستوى الدولي نظرًا للوضع السياسي الغامض الحالي لتايوان ولتجنب الارتباك مع بحرية جيش التحرير الشعبي لجمهورية الصين الشعبية.
اليوم ، المهمة الأساسية للبحرية هي الدفاع عن أراضي الجمهورية الصينية المتبقية والممرات البحرية الخاضعة لولايتها القضائية ضد أي حصار أو هجمات أو غزو محتمل، أي جزيرة تيوان ومُحيطها بشكل أدق. تشمل المهام: الدوريات البحرية في مضيق تايوان والمياه المحيطة، بالإضافة إلى الاستعداد للهجوم المضاد وعمليات الغزو المضاد أثناء الحرب. يعمل سلاح مشاة البحرية لجمهورية الصين أيضًا كفرع من البحرية.

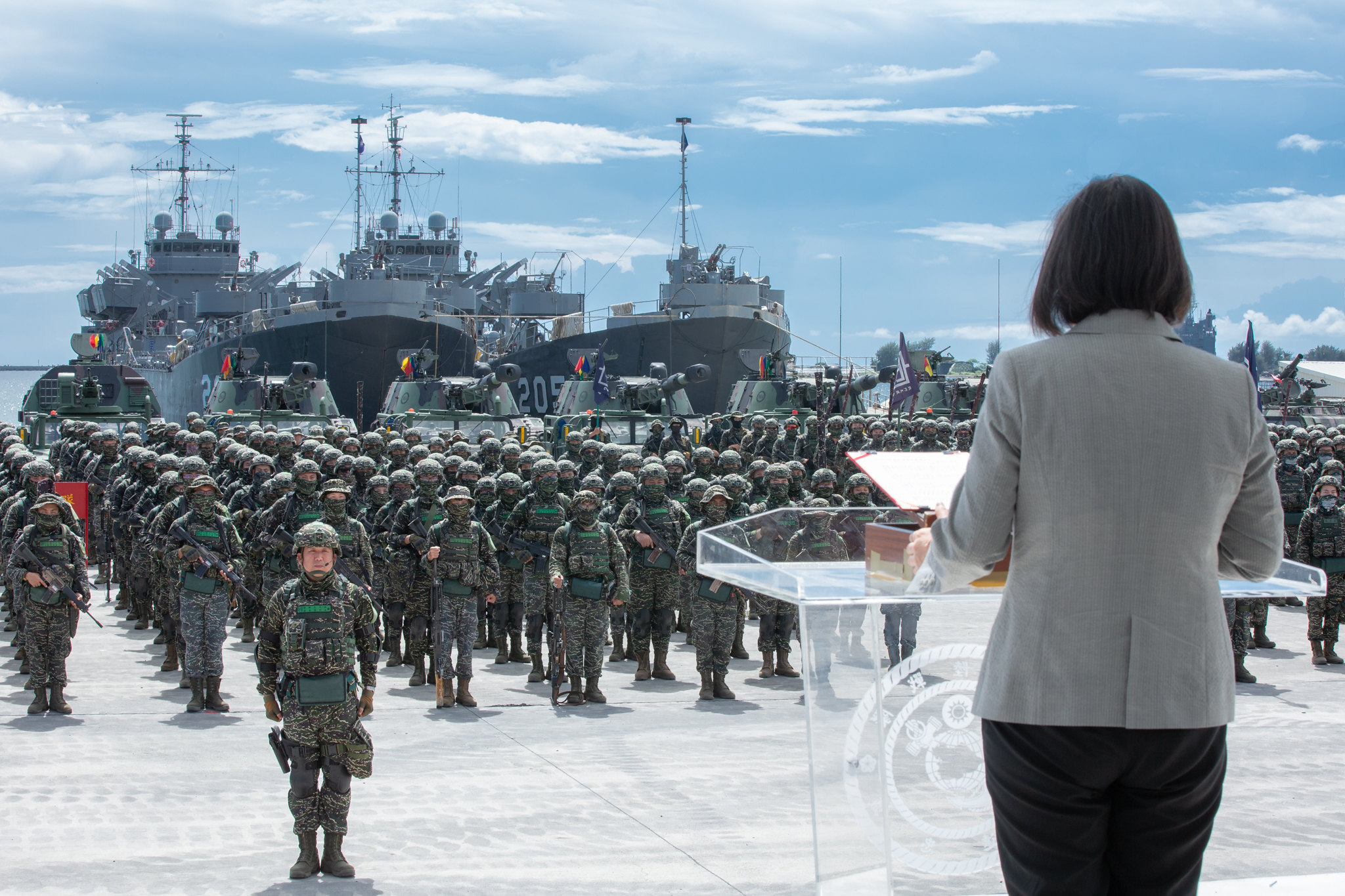
رئيسة جمهورية الصين (تايوان) تساي إنج ون تستعرض كتيبة مشاة البحرية في عام 2020م.